# Pietro Guida

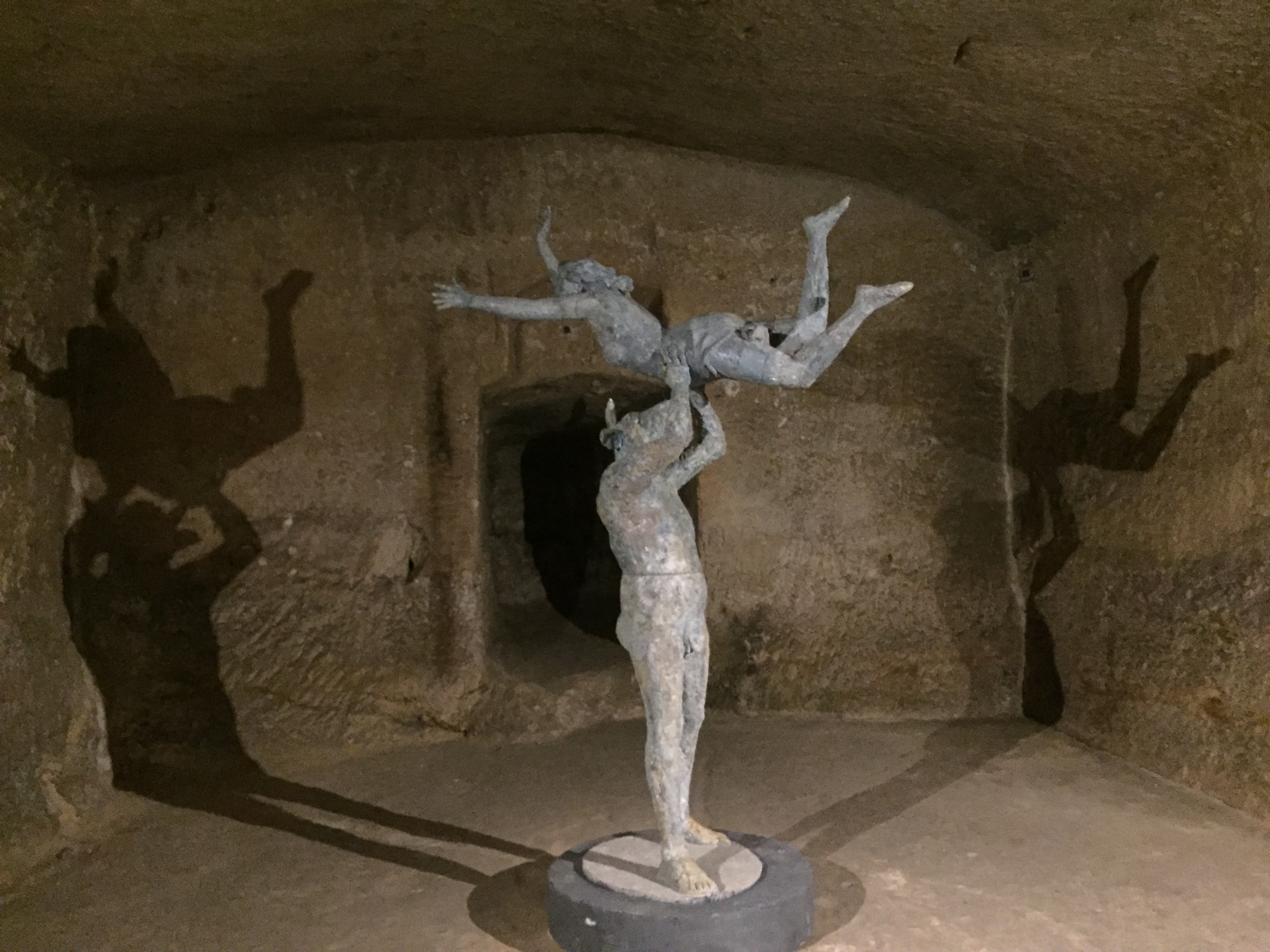
Minotauro con Fanciulla in mostra a Matera

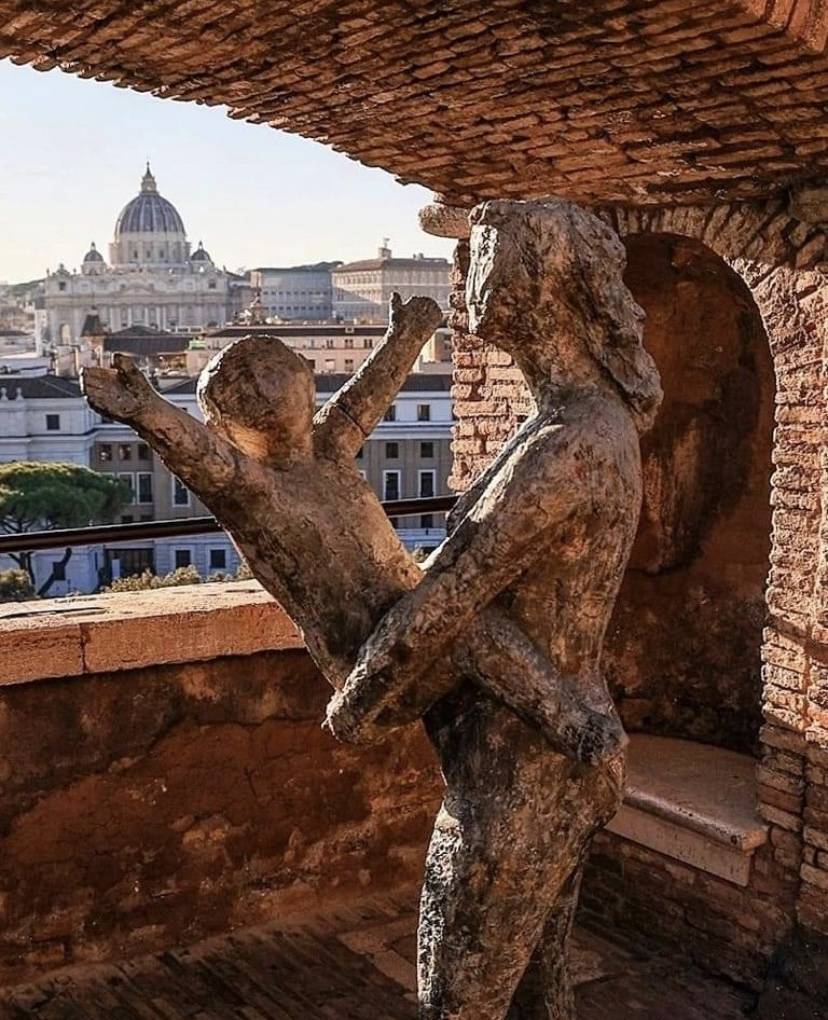
Donna con Bambino, Castel Sant'Angelo Roma, foto di Maximiliano Massaroni

Pietro Guida (Santa Maria Capua Vetere, 14 luglio 1921 – Manduria, 11 dicembre 2024) è stato uno scultore italiano.

## Biografia
Pietro Guida nacque a S. Maria Capua Vetere (Caserta) nel 1921 ma visse e lavorò a Manduria (TA).
Consegue il diploma di scultura all'Accademia di belle arti di Napoli nel 1947. In quegli anni, assieme a Renato Barisani, Gennaro Borrelli, Raffaello Causa, Renato De Fusco, Anna Maria Ortese, Armando De Stefano, Guido Tatafiore, aderisce al Gruppo Sud, divenendo uno dei protagonisti del rinnovamento culturale del capoluogo campano. Comincia nel frattempo la sua attività espositiva: Mostra delle arti figurative, Galleria “Forti”, Collettiva di chiusura Gruppo Sud Pittura, Galleria “Blu di Prussia”, entrambe a Napoli nel 1948; Premio Diomira 1949, Galleria del Naviglio, Milano 1949; II Mostra nazionale del disegno e dell'incisione moderna, Reggio Emilia 1949, conseguendo ampi consensi nazionali con i suoi disegni.
Dal 1960 al 1971 è titolare della cattedra di scultura all'Accademia di belle arti di Lecce.
La sua produzione figurativa è esposta in numerose mostre personali: Galleria “Selecta” di Roma,1958, e collettive: Premio internazionale della scultura di Carrara, Carrara 1957; Concorso per un'opera plastica ispirata allo sport, Palazzo Strozzi, Firenze 1958; Artisti pugliesi, Galleria “Taras” dell'EPT,
Taranto 1959; VII e VIII edizione della Quadriennale Nazionale d'Arte di Roma.
Dal 1960 al 1975 la produzione di Guida è caratterizzata dall'abbandono del dato naturalistico e dei mezzi tradizionali del fare scultura, per adoperare materiali industriali grezzi, come mattoni, galpomice, tubi eternit, ferro e acciaio. Le prove di questo periodo sono definite dall'artista stesso Opere costruite proprio per sottolineare
l'importanza della fase “costruttiva” nel suo lavoro. Crescono nel frattempo la notorietà dello scultore, i premi, le commesse prestigiose: ad esempio la scultura di dimensioni monumentali realizzata nel 1972 per l'Italsider di Taranto, l'attenzione della critica più qualificata per il suo lavoro (Franco Sossi, Vittorio Fiore, Oreste Ferrari, Filiberto Menna, Vito Apuleo, Nerio Tebano, Nello Ponente, Enrico Crispolti) e gli inviti a progetti espositivi rilevanti.
Partecipa a mostre personali e collettive; dalla seconda metà degli anni settanta e per circa tre lustri, Guida sceglie di rinunciare all'attività espositiva; ritorna nel frattempo alla figura, realizzando grandi statue in scabro cemento. Recupera la carnalità delle formose figure femminili di Marini e gli squarci poetici sul vissuto quotidiano di Martini, maestri mai smessi di amare. Interpreta, con insistenza, soprattutto negli ultimi anni, il tema del mito.
Nel 1993 interrompe il silenzio espositivo con la mostra personale allestita presso il Castello Carlo V di Lecce. I suoi nuovi lavori sono presentati in catalogo dagli amici scrittori: Tano Citeroni, Gino Montesanto e Michele Prisco. Seguono alcune mostre personali, su tutte la mostra antologica nel 2008 presso il Monastero degli Olivetani di Lecce, promossa dal Dipartimento dei Beni delle Arti e della Storia dell'Università degli Studi del Salento, associata alla pubblicazione di un catalogo che ripercorre filologicamente l'intero percorso artistico di Guida e la corposa quanto autorevole analisi
critica. Ha nel mese di ottobre del 2012 esposto nelle sale di Castel dell'Ovo a Napoli una sua personale curata da Francesco Abbate.
Nel 2011 ha partecipato all'Esposizione Internazionale d'Arte Biennale di Venezia nella sede regionale di Lecce - Padiglione Italia della 54ª edizione.

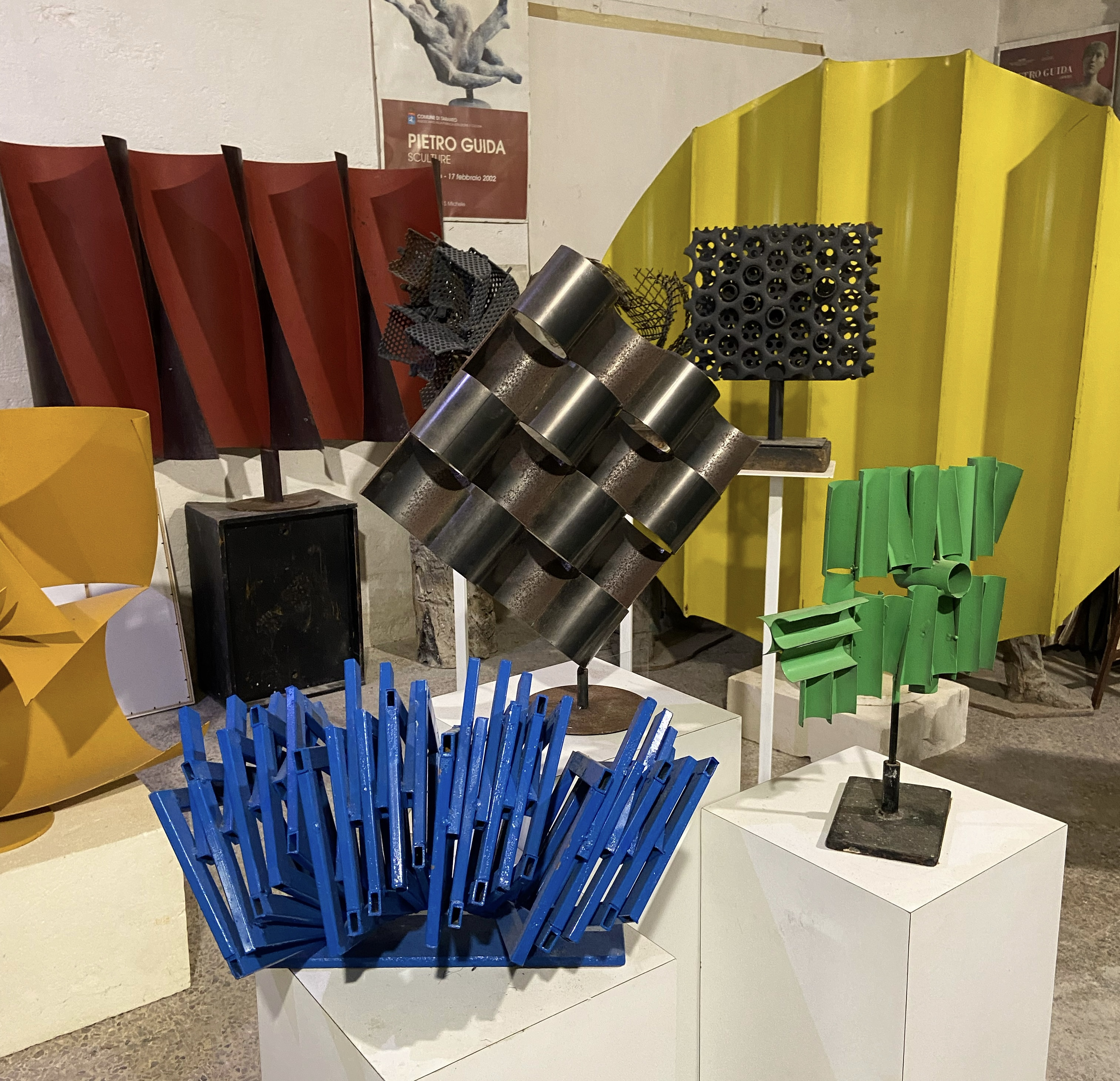
Opere Costruite; anni 60-75

Nel 2014, su invito dell'Università del Salento, ha tenuto una mostra personale nella sede del Rettorato di Lecce. 
Nel 2016 per "Le Grandi Mostre nei Sassi” ha esposto a Matera  le sue sculture e una contemporanea mostra di disegni nella sede del circolo “la Scaletta”. Nel 2017 le sue opere sono state in mostra a Manduria nella mostra – Le Emozioni del cemento. Nel 2017 una parte della sua produzione degli anni ’60 – ’70 è stata esposta nel 2018 presso il Museo “Castromediano” di Lecce nella mostra “Pietro GUIDA Opere Costruite 1960-1975” a cura di Lorenzo Madaro e Brizia Minerva.
Nel 2018 due sue opere "costruite" sono state consegnate come premio ai vincitori di "Apulia Land Festival - 2018".
Nel 2020 su invito del Ministero dei Beni Culturali le sue opere sono state in mostra presso il Castello di Copertino nella mostra denominata “Pietro Guida, Piazza d’Italia” a cura di Mariastella Margozzi, Lorenzo Madaro, Pietro Copani;
Nel 2021 su invito del Ministero dei Beni Culturali le sue opere sono state in mostra a Sulmona presso l'Abbazia di Santo Spirito al Morrone nella mostra denominata “Il Mito Specchio del Mondo” a cura di Maristella Margozzi e Laura Salerno.
Nel 2021 alcune sue opere sono state in mostra presso i trulli di Alberobello nella mostra denominata "Segni Elementari" sotto la direzione artistica di Francesco Carofiglio.
Nel 2022 per il periodo di 11 mesi, le sue opere sono state in mostra a Roma presso il Museo Nazionale di Castel Sant'Angelo, nella mostra denominata “Lo Spettacolo della Vita” a cura di Maristella Margozzi e Laura Salerno. Pochi giorni prima della sua dipartita ha donato al Comune di Manduria due sculture in ferro collocate sul piazzale della Casa Comunale.
Dal 1951 alla morte, per oltre settanta anni, ha vissuto e lavorato a Manduria sua residenza d'elezione dove ha creato una importante parte della sua produzione.
Attualmente è possibile visitare una parte della sua produzione presso Casa Museo Pietro Guida a Manduria previo appuntamento telefonico al numero 377 3704 555. Sede dell'Archivio Pietro Guida Scultore

## Riconoscimenti
- Premio Diomira, Milano 1949;
- Primo premio alla Mostra Nazionale del Disegno, Reggio Emilia 1949;
- Premio della Presidenza del CONI alla Mostra di Scultura ispirata allo sport, Firenze 1958;
- Premio per la scultura al Premio Termoli, Termoli 1963;
- Premioacquisto alla Biennale d'Arte Contemporanea, Bari 1966.
- premio S. Gregorio Magno, Manduria 2023,

## Opere in mostra e critica
Oltre che in numerose collezioni private le sue opere figurano presso la raccolta delle stampe Bertarelli del Museo Sforzesco, Milano; Galleria del Cavallino, Venezia; Collezione Deana, Venezia; Presidenza del CONI, Roma; Collezione Finkelstein, New York; Collezione Civica d’Arte Moderna, Bari; Fondazione T. Balestra, Longiano; Collezione Schulte, Düsseldorf; Museo della Scultura Contemporanea - MUSMA - di Matera; Museo PAGANI di scultura all’aperto di Legnano; NOVECENTO A NAPOLI - Castel Sant'Elmo Napoli; Castel Sant’Elmo, Napoli, i suoi lavori sono stati acquisiti dal Museo in Cammino di Rocca Gloriosa, sono inoltre presenti a Castel Sant’Angelo e al Museo Nazionale degli Strumenti Musicali, ROMA., al MIG. Museo Internazionale della Grafica, Castronuovo Sant'Andrea (PZ). 
Del lavoro di Pietro Guida si sono occupati, tra gli altri, Francesco Abate, Giuseppe Appella, Carlo Barbieri (scrittore), Raffaele Carrieri, Silvia Cazzato, Tano Citeroni, Enrico Crispolti, Mario De Micheli, Oreste Ferrari, Sergio Ferrero, Lucio Galante, Letizia Gaeta, Massimo Guastella, Gianni Jacovelli, Angelo Lippo, Gianluca Marinelli, Pietro Marino, Filiberto Menna, Gino Montesanto, Raffaele Nigro, Sandra Orienti, Marina Pizzarelli, Nello Ponente, Michele Prisco, Paolo Ricci, Franco Sossi, Silvano Trevisani, Lorenza Trucchi, Marco Valsecchi, Marcello Venturoli, Lorenzo Madaro, Tommaso Strinati, Walter Tommasino, Carlo Vulpio, Brizia Minerva, Vittorio Basile, Carmelo Cipriani, Mariastella Margozzi, Laura Salerno.